# To Autumn
To Autumn é um poema escrito pelo poeta inglês romântico John Keats (1795 – 1821) em 19 de Setembro de 1819 e publicado em 1820.
O poema tem três estrofes, cada uma com onze linhas, que descrevem os gostos, visões e os sons do Outono.